# Praomys derooi
Praomys derooi és una espècie de mamífer rosegador de la família dels múrids. Viu a altituds d'entre 0 i 500 msnm a Benín, Ghana, Nigèria i Togo. El seu hàbitat natural són les sabanes. És una espècie en risc mínim, és a dir, no sembla que hi hagi cap amenaça significativa per a la seva supervivència. L'espècie fou anomenada en honor del naturalista belga Antoon Emeric Marcel De Roo.